# Bill Shoemaker
William Lee Shoemaker, detto Bill o Willie (Fabens, 19 agosto 1931 – San Marino, 12 ottobre 2003), è stato un fantino statunitense.

## Biografia
Nato nel 1931 a Fabens in Texas, pesava alla nascita solamente 0,8 kg; a causa della sua struttura fisica così gracile fu messo in un'incubatrice subito dopo il parto. Nonostante le previsioni pessimistiche dei medici il neonato sopravvisse ma il suo fisico rimase sempre minuto anche in età adulta dato che raggiunse un'altezza di soli 1,51 m.

## Carriera
Shoemaker ha iniziato la sua carriera come fantino professionista il 19 marzo 1949, conquistò la sua prima vittoria il 20 aprile dello stesso anno in sella ad un cavallo chiamato Shafter V.
Ha partecipato in oltre 40 anni di carriera a 40 350 gare, vincendone 8 833, l'ultima delle quali due settimane prima del suo definitivo ritiro. Fino al 1999 ha detenuto il record per il maggior numero di vittorie ottenute nelle competizioni ippiche del ciricuito nordamericano.

## Vittorie

### American Classics
- Kentucky Derby: 4

1955, 1959, 1965, 1986
- Preakness Stakes: 2

1963, 1967
- Belmont Stakes: 5

1957, 1959, 1962, 1967, 1975
- Breeders' Cup Classic: 1

1987

### Altre competizioni
- Arlington Handicap: 4

1958, 1959, 1965, 1983
- Bing Crosby Handicap: 3

1950, 1973, 1978
- Blue Grass Stakes: 6

1959, 1960, 1965, 1966, 1969, 1982
- Carleton F. Burke Handicap: 7

1969, 1970, 1975, 1976, 1978, 1980, 1986
- Clement L. Hirsch Handicap: 4

1973, 1980, 1983, 1986
- Del Mar Debutante Stakes: 5

1953, 1954, 1972, 1974, 1979
- Del Mar Futurity: 6

1954, 1958, 1971, 1972, 1973, 1974
- Del Mar Handicap: 8

1950, 1953, 1954, 1971, 1976, 1982, 1983, 1987
- Del Mar Oaks: 4

1970, 1971, 1985, 1986
- Hollywood Derby: 8

1951, 1955, 1957, 1958, 1974, 1976, 1982, 1986
- Hollywood Gold Cup: 8

1956, 1957, 1958, 1971, 1973, 1974, 1978, 1987
- Jockey Club Gold Cup: 4

1957, 1967, 1978, 1981
- Oak Tree Invitational Stakes: 8

1971, 1972, 1975, 1976, 1977, 1978, 1981, 1982
- Palomar Breeders' Cup Handicap: 5

1952, 1971, 1973, 1979, 1982
- Ramona Handicap: 5

1974, 1975, 1980, 1983, 1985
- San Diego Handicap: 5

1953, 1971, 1973, 1974, 1977
- San Luis Obispo Handicap: 9

1952, 1956, 1962, 1972 (2), 1977, 1980, 1983, 1987
- Santa Anita Derby: 8

1956, 1958, 1960, 1963, 1965, 1970, 1977, 1987
- Santa Anita Handicap: 11

1954, 1955, 1958, 1961, 1966, 1967, 1971, 1975, 1980, 1982, 1985
- United Nations Handicap: 3

1957, 1958, 1959